# Hovi Star
Hovav Sekulets, född 19 november 1986 i Kiryat Ata, mer känd som Hovi Star, är en israelisk sångare.

## Eurovision
Den 3 mars 2016 deltog Hovi Star i HaKokhav HaBa L'Eirovizion. Han tävlade mot två andra men vann efter att hans bidrag "Made of Stars" fått flest telefonröster.
Vinsten innebar att Hovi Star fick representera Israel i Eurovision Song Contest 2016 i Stockholm med sin låt. Han gick vidare från den andra semifinalen i Globen den 12 maj 2016. I finalen slutade han på en 14:e plats.

## Diskografi

### Singlar
- 2016 - "Made of Stars"